# Coccinia subsessiliflora
Coccinia subsessiliflora är en gurkväxtart som beskrevs av Célestin Alfred Cogniaux. Coccinia subsessiliflora ingår i släktet Coccinia, och familjen gurkväxter. Inga underarter finns listade i Catalogue of Life.